# Ильинецкое
Ильинецкое (укр. Іллінецьке) — село на Украине, находится в Ильинецком районе Винницкой области.
Код КОАТУУ — 0521282603. Население составляет 611 человек. Почтовый индекс — 22712. Телефонный код — 4345.
Занимает площадь 0,76 км².

## Адрес местного совета
с.Ильинецкое, ул.Ленина, 9 / 2